# Villes-sur-Auzon
Villes-sur-Auzon är en kommun i departementet Vaucluse i regionen Provence-Alpes-Côte d'Azur i sydöstra Frankrike. Kommunen ligger i kantonen Mormoiron som tillhör arrondissementet Carpentras. År 2022 hade Villes-sur-Auzon 1 292 invånare.

## Befolkningsutveckling
Antalet invånare i kommunen Villes-sur-Auzon
| Referens: INSEE |